# Tara Price
 Tara Price  is een personage uit de televisieserie CSI: Miami. Ze wordt gespeeld door Megalyn Echikunwoke.

## Achtergrond
Tara is de nieuwe lijkschouwer, die Alexx Woods vervangt. Tara's eerste opdracht was het onderzoeken van het lichaam van een verbrande man op het strand. Eric Delko ontmoet haar in het lab en vindt haar best wel aardig, maar daar denkt Natalia Boa Vista anders over.
Ze maakt deel uit van de hoofdcast sinds de aflevering Bombshell (705).
In de aflevering Cheating Death (706) vervangen Eric en Ryan Wolfe het lijk van een slachtoffer door een pop, die ze vastbinden aan een kabel. Wanneer Tara de kamer binnenkomt trekt Eric het 'lijk' omhoog. Tara, die Eric niet heeft opgemerkt, denkt dat het lijk beweegt en schrikt zich rot. Met behulp van Calleigh Duquesne haalt ze wat later een gelijkaardige grap uit met het speelse duo.